# 潘科尔沃
潘科尔沃，是西班牙卡斯蒂利亚-莱昂布尔戈斯省的一个市镇。总面积59平方公里，总人口468人（2001年），人口密度8人/平方公里。